# 淵に立つ
『淵に立つ』（ふちにたつ、英題:Harmonium）は、2016年の日本・フランス合作のドラマ映画である。監督は深田晃司、主演は浅野忠信。第69回カンヌ国際映画祭に出品され、「ある視点」部門の審査員賞を受賞した。

## あらすじ
町工場を営む利雄は、妻子との会話はあまりないもののとくに波風の立たない穏やかな家庭を有していた。そこにある日、利雄の古い友人である八坂が現われる。前科を持つ八坂は出獄して間もない身の上であり、その身を案じる利雄はさっそく自宅の一室を彼のために貸すのだった。突然のことに動揺する妻・章江も八坂の人当たりの良さと誠実さに好感をもった。通っている教会での演奏会のためオルガン練習に余念のない娘・蛍も、演奏に長けアドバイスしてくれる八坂になついてゆくのだった。すっかり家族同然になった八坂は、あるとき章江に殺人を犯したことを告白するが、すでに彼に揺るぎない信頼を寄せていた章江にとっては、むしろ八坂への感情が愛情に変わるきっかけとなるばかりであった。家族が八坂を核として動き始めた実感を得たとき、彼による暴挙は始まった。すべてを目の当たりにし狼狽する利雄をおいて、八坂はつむじ風のように暴れ、そして去っていった。
8年の月日が流れた。町工場は平穏を取り戻してはいたが、家族には言い知れぬ痛みを伴う傷跡が残されていた。皆のため失踪した八坂を探させる利雄ではあったが、時の流れがいつしか諦めの気持ちを彼に抱かせていた。利雄の工場では、勤めていた青年・設楽の退職に伴い後継者として孝司という若者が出入りするようになっていた。熱意をもつ孝司は好意的に迎えられていたが、ふとしたことから利雄に、自分の父親が八坂であることを洩らす。孤児であり父親の記憶はない、と弁明する彼だったが、家族の忌まわしい記憶を掘り起こさせるには十分であった。利雄は章江に対し、八坂と自分にまつわる秘密を明らかにするが、もはやそれは遅すぎた告白であった。
探偵の調査の結果、撮影された八坂とおぼしき写真をたよりに家族は地方へと旅立つ。その旅路の果てに待つものは何かを、家族たちは祈るような気持ちをこめて注視し続けた。

## キャスト
- 八坂草太郎：浅野忠信[5][6]
- 鈴岡章江：筒井真理子[5][6]
- 山上孝司：太賀[5][6]
- 設楽篤：三浦貴大[5][6]
- 鈴岡蛍：篠川桃音[5][6]
- 鈴岡蛍（8年後）：真広佳奈[5][6]
- 鈴岡利雄：古舘寛治[5][6]

## スタッフ
- 監督・脚本・編集：深田晃司[5][6]
- プロデューサー：新村裕、澤田正道[5][6]
- エグゼクティブプロデューサー：福嶋更一郎、大山義人[5][6]
- 共同製作：浅井賢二、アンヌ・ペルノ、長谷川康子、池田晃、増田英明、木原康博、市村友一
- 制作プロデューサー：戸山剛[5][6]
- 企画プロデューサー：深田晃司、米満一正[5]
- ラインプロデューサー：南陽[5][6]
- 撮影：根岸憲一（J.S.C.）[5][6]
- 照明：高村智[6]
- 録音・効果：吉方淳二[5][6]
- 美術：鈴木健介[5][6]
- 助監督：山門朔
- 制作担当：三村薫[6]
- ヘアメイク：菅原美和子[6]
- スタイリスト：村島恵子[5][6]
- 音楽：小野川浩幸[5][6]
- 編集コンサルタント：ジュリアン・グレゴリー[6]
- サウンドデザイナー：オリヴィエ・ゴワナール[5][6]
- アシスタントプロデューサー：加藤優
- 宣伝プロデューサー：有吉司
- スペシャルサンクス：村上正樹、平田オリザ、二宮佑己子
- 協賛：MARRY MARBLE、ミサワホーム
- 助成：文化庁文化芸術振興費補助金
- 配給：エレファントハウス、カルチャヴィル[5][6]
- 宣伝協力：マジックアワー
- 制作協力：メディア・トレーディング、トーキョーガレージ
- 制作プロダクション：マウンテンゲートプロダクション[6]
- 製作：映画「淵に立つ」製作委員会（名古屋テレビ放送、MAM FILM、イオンエンターテイメント、エレファントハウス、朝日新聞社） / COMME DES CINÉMAS[6]

## 楽曲
主題歌
「Lullaby」（Sony Music Labels Inc.）
作詞・作曲：HARUHI / 編曲：HARUHI、小林武史 / 歌：HARUHI
挿入歌
「だいじなもの」
作曲：keefar / 歌：戸田奈々

## 上映
2016年9月6日、東京都のユーロライブにて完成披露試写会が行われた。同年10月8日、全国50スクリーンで一般公開された。10月30日、第29回東京国際映画祭の「Japan Now」部門にて上映された。

## 評価
『Variety』のマギー・リーは、「本作は、ロベール・ブレッソンや大島渚に通じる批評的な思慮深さをもって、家族のあいだの傷に迫っている」と指摘した。『The Hollywood Reporter』のデボラ・ヤングは、「日本で最も革新的な映画作家のひとりである深田晃司は、豊かで得体の知れない本作において、彼本来の調子を取り戻している」と評価した。

### 受賞
- 第69回カンヌ国際映画祭（2016年）[14][15]
  - 「ある視点」部門 審査員賞
- 第38回ヨコハマ映画祭（2016年）[16]
  - 主演女優賞（筒井真理子）
  - 最優秀新人賞（太賀）
- ELLE シネマ大賞2016（2016年）[17]
  - ベストディレクター賞（深田晃司）
- 第31回高崎映画祭（2017年）[18]
  - 最優秀作品賞
  - 最優秀主演女優賞（筒井真理子）
- 第90回キネマ旬報ベスト・テン （2017年）[19]
  - 日本映画ベスト・テン 第3位
- 第71回毎日映画コンクール（2017年）[20]
  - 女優優主演賞（筒井真理子）
- 第67回芸術選奨（2017年）[21]
  - 文部科学大臣新人賞（深田晃司）
- 第11回アジア・フィルム・アワード（2017年）[22]
  - 主演男優賞（浅野忠信）
- 第17回ラス・パルマス・デ・グラン・カナリア国際映画祭（2017年）
  - 観客賞

## 関連文献
小説
- 深田晃司『淵に立つ』ポプラ社、2016年。ISBN 978-4-591-15145-7。